# Аліседа (Касерес)
Аліседа (ісп. Aliseda) — муніципалітет в Іспанії, у складі автономної спільноти Естремадура, у провінції Касерес. Населення — 1994 особи (2010).
Муніципалітет розташований на відстані близько 280 км на південний захід від Мадрида, 27 км на захід від Касереса.

## Демографія
Динаміка населення (INE ):

## Галерея зображень

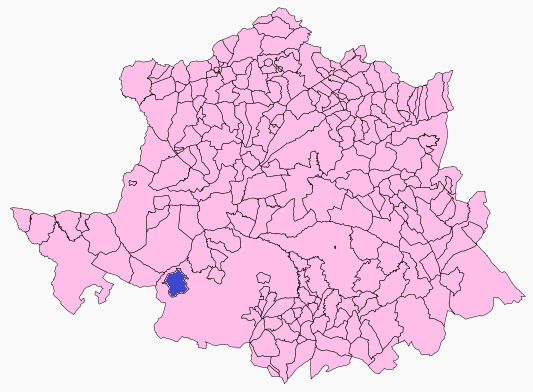
Розташування муніципалітету у провінції Касерес